# Javier Mascherano
Javier Alejandro Mascherano (span. Aussprache: [mastʃeˈɾano], ital. Aussprache: [maskeˈraːno]; * 8. Juni 1984 in San Lorenzo, Provinz Santa Fe) ist ein ehemaliger argentinisch-italienischer Fußballspieler und heutiger Fußballtrainer. Seine größten Erfolge feierte er mit dem FC Barcelona, wo er siebeneinhalb Jahre unter Vertrag stand. Mit Barça gewann der Defensivspieler zwei Mal die UEFA Champions League und vier Mal die spanische Meisterschaft. In der argentinischen Nationalmannschaft ist er hinter Lionel Messi der Spieler mit den meisten Einsätzen. Seit Januar 2025 ist Mascherano Cheftrainer von Inter Miami.

## Karriere als Spieler

### Anfänge in Südamerika
Sein Pflichtspieldebüt für River Plate gab Mascherano am 3. August 2003 im Spiel gegen den Club Atlético Nueva Chicago. Kurz darauf spielte er für River Plate im Finale der Copa Sudamericana gegen den peruanischen Verein Cienciano del Cuzco, das sein Klub allerdings verlor. Er wurde schnell ein fester Bestandteil des Teams und gewann mit ihm am Ende der Clausura den Meistertitel.
Nach einem weiteren Jahr als Stammspieler bei River Plate wechselte er 2005 für den Rest der brasilianischen Saison zu Corinthians São Paulo und gewann auch dort die Meisterschaft.

### Mascherano in der Premier League

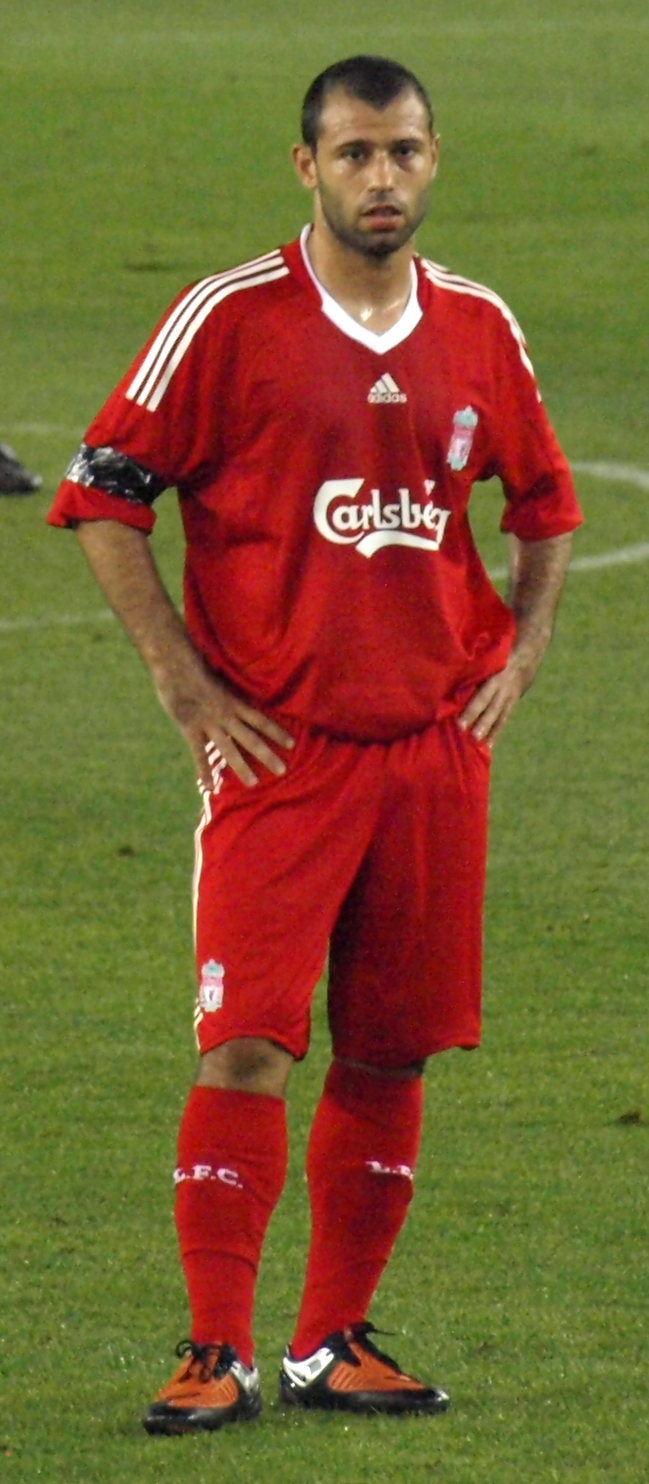
Mascherano im Trikot des FC Liverpool (2009)

Nach einem halben Jahr verließ er den Verein und wechselte wie sein Mannschaftskamerad und Landsmann Carlos Tevez zum englischen Premier-League-Klub West Ham United. Dies war überraschend, da sowohl Mascherano als auch Tevez von vielen namhaften europäischen Klubs umworben worden waren. Weil die Transferrechte der beiden Argentinier bei einer Investmentgesellschaft lagen und West Ham bei der Verpflichtung der Spieler die Regel, dass keine dritte Partei die Politik oder die Leistungsfähigkeit eines Vereins beeinflussen dürfe, missachtet hatte, wurde dem Verein eine Geldstrafe in Höhe von acht Millionen Euro auferlegt. Es hatte sogar ein Punktabzug und der damit verbundene Abstieg in die Football League Championship gedroht. Absteiger Sheffield United klagte wegen von West Ham Uniteds Regelverletzung auf Verbleib in der Premier League, was vom Obersten Gerichtshof allerdings abgewiesen wurde.
Am 20. Februar 2007 wurde bekannt, dass Mascherano bis 2008 von West Ham United zum FC Liverpool wechselt. Regulär hätte Mascherano in dieser Saison nicht noch einmal den Verein wechseln dürfen, da pro Spieler nur ein Transfer pro Spielzeit gestattet ist und er bereits von den Corinthians zu West Ham gewechselt war. Auf Grund der überlappenden Saisons in Europa und Südamerika und weil er für West Ham United lediglich sieben Spiele bestritten hatte, erhielt Mascherano eine Sondergenehmigung der FIFA und war von da an für den FC Liverpool spielberechtigt. Nur vier Tage später lief er beim 4:0-Erfolg über Sheffield United zum ersten Mal für seinen neuen Arbeitgeber auf. Mit Liverpool stand er gleich in seiner ersten Saison im Finale der UEFA Champions League, verlor dieses allerdings mit 1:2 gegen den AC Mailand. Im März 2008 verlängerte er seinen Vertrag beim FC Liverpool bis zum Jahr 2012.

### Titelsammler beim FC Barcelona

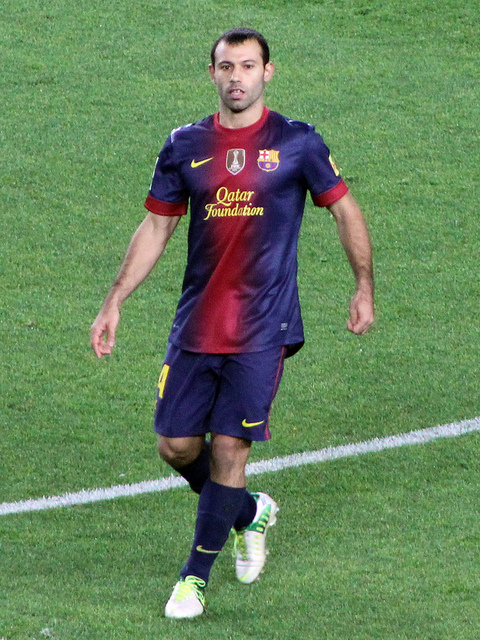
Mascherano im Trikot des FC Barcelona (2012)

Im Sommer 2010 wechselte er zum FC Barcelona und unterschrieb dort einen Vierjahresvertrag,. Trotz seiner für diese Position sehr geringen Körpergröße kam er hier häufig als Innenverteidiger zum Einsatz. Am 16. März 2014 absolvierte Mascherano sein 100. Ligaspiel für den FC Barcelona. Mit dem FC Barcelona gewann Mascherano einige spanische Meisterschaften und Pokale. Darüber hinaus gewann er jeweils zweimal die UEFA Champions League, den UEFA Super Cup und die FIFA Klub-Weltmeisterschaft. Dabei bildete Mascherano meist mit Gerard Piqué die Innenverteidigung. Neben 203 Ligaeinsätzen (ein Tor) stehen für ihn u. a. 46 Copa-del-Rey und 68 Champions-League-Einsätze (jeweils ohne Tor) zu Buche. Mit 334 Pflichtspieleinsätzen ist Mascherano hinter Lionel Messi, Phillip Cocu und Dani Alves der bis dahin am viertmeisten eingesetzte ausländische Spieler in der Geschichte des FC Barcelona. Nachdem er in der Saison 2017/18 zunehmend ins zweite Glied gerückt war, verließ er den FC Barcelona Ende Januar 2018 nach siebeneinhalb Jahren und 16 gewonnenen Titeln.

### Wechsel nach China
Am 26. Januar 2018 wechselte Mascherano in die Chinese Super League zu Hebei China Fortune.

### Rückkehr nach Argentinien
Zu Beginn des Jahres 2020 wechselte Mascherano zum Club Estudiantes de La Plata in seine Heimat Argentinien. Dort beendete er im November 2020 seine aktive Laufbahn.

## Nationalmannschaft

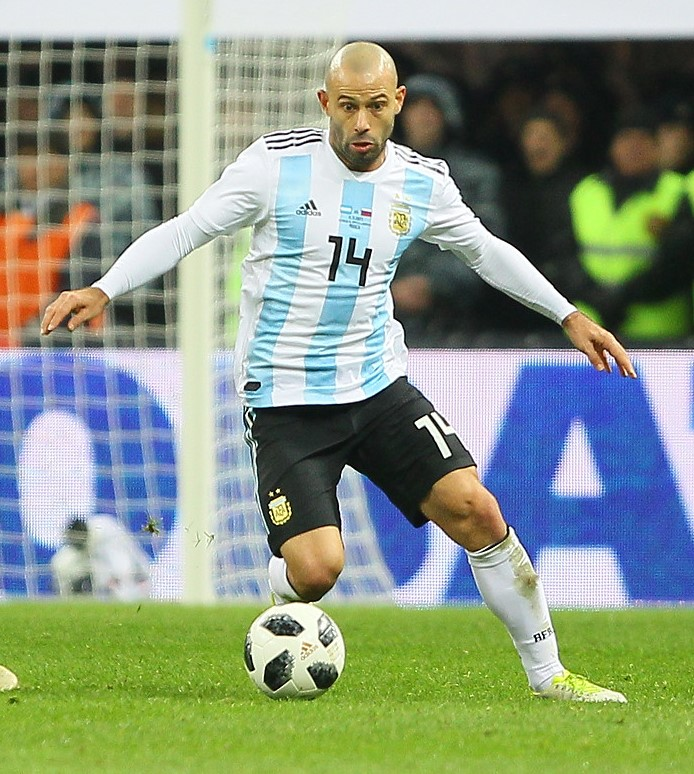
Mascherano im Trikot der Nationalmannschaft (2017)

Javier Mascherano spielte in mehreren Juniorenauswahlen und war unter anderem Kapitän der U17- und U20-Auswahlen seines Landes.
Seinen ersten Länderspieleinsatz für die argentinische A-Nationalmannschaft hatte er am 16. Juli 2003 gegen Uruguay, noch bevor er noch sein erstes Erstligaspiel für River Plate bestritten hatte.
2004 nahm er am olympischen Fußballturnier mit der U23-Auswahl seines Landes teil und wurde Olympiasieger in Athen. Im selben Jahr stand Mascherano im Kader für die Copa América 2004, bei der er mit Argentinien nach der Finalniederlage gegen Brasilien den zweiten Platz belegte.
Ein Fußbruch setzte Javier Mascherano Ende 2005 für längere Zeit außer Gefecht, aber er wurde wieder rechtzeitig fit, um im Aufgebot Argentiniens als Stammspieler an der Weltmeisterschaft 2006 in Deutschland teilzunehmen. Argentinien schied bei diesem Turnier im Viertelfinale nach Elfmeterschießen gegen Deutschland aus.
Im Sommer 2007 nahm er wiederum an der Copa América teil. Mascherano kam im Laufe des Turniers mehrfach zum Einsatz und erzielte mit dem Siegtreffer in der Vorrundenpartie gegen Paraguay und einem Treffer im Viertelfinale gegen Peru seine ersten beiden Länderspieltore. Der Turniersieg blieb ihm allerdings verwehrt, da Argentinien wie bereits 2004 im Endspiel gegen Brasilien unterlag.
Für die Olympischen Spiele 2008 in China wurde er, neben Nicolás Pareja und Juan Román Riquelme, als einer von drei Spielern über 23 Jahren in das argentinische Aufgebot berufen. Er nahm an allen sechs Partien seiner Mannschaft teil und konnte mit Argentinien den Olympiasieg wiederholen. Nach diesem Erfolg ist er erst der zweite Argentinier überhaupt, der zweimal olympisches Gold gewinnen konnte.
Der ehemalige argentinische Nationaltrainer Diego Maradona machte nach seinem Amtsantritt deutlich, dass er Mascherano gerne als Kapitän der Nationalmannschaft sehen würde. Mascherano nahm dieses Angebot an und ersetzte damit Javier Zanetti. Bei der Weltmeisterschaft 2010 führte er seine Mannschaft als Kapitän ins Viertelfinale, in dem sie der deutschen Elf mit 0:4 unterlag.
Mascherano nahm an der Weltmeisterschaft 2014 teil und absolvierte in der Vorrunde mit dem Spiel gegen den Iran sein 100. Länderspiel. In diesem Turnier erreichte er mit Argentinien das Finale, das mit 0:1 n. V. gegen Deutschland verloren wurde.
In den Jahren 2015 und 2016 verlor er mit Argentinien jeweils das Finale der Copa América bzw. Copa Centenario im Elfmeterschießen.
Javier Mascherano nahm als Rekordnationalspieler mit den meisten Einsätzen im aktuellen Kader der Nationalmannschaft Argentiniens an der Weltmeisterschaft 2018 in Russland teil. Nach dem Ausscheiden seiner Mannschaft im Achtelfinale der WM 2018 erklärte er seinen Rücktritt aus der Nationalmannschaft. 2021 wurde er von Lionel Messi als Rekordnationalspieler abgelöst.

## Karriere als Trainer
Er startete seine Trainerkarriere in der U20 und U23 seines Heimatlandes Argentinien.
Zur Saison 2025 wurde Mascherano Cheftrainer von Inter Miami in der Major League Soccer. Dort trainiert er seine ehemaligen Barça-Mitspieler Lionel Messi, Luis Suárez, Sergio Busquets und Jordi Alba.

## Titel

### Vereine
International
- Champions-League-Sieger (2): 2011, 2015 (beide FC Barcelona)
- Klub-Weltmeister (2): 2011, 2015 (beide FC Barcelona)
- UEFA-Super-Cup-Sieger (2): 2011, 2015 (beide FC Barcelona)

Argentinien
- Meister: Clausura 2004 (River Plate)

Brasilien
- Meister: 2005 (Corinthians São Paulo)

Spanien
- Meister (4): 2011, 2013, 2015, 2016 (alle FC Barcelona)
- Pokalsieger (4): 2012, 2015, 2016, 2017 (alle FC Barcelona)
- Supercupsieger (3): 2011, 2013, 2016 (alle FC Barcelona)

### Nationalmannschaft
- Olympiasieger (2): 2004, 2008
- U20-Südamerikameister: 2003

## Privates
Im Dezember 2015 wurde Mascherano von einem Gericht in seinem Heimatort Gava bei Barcelona wegen Steuerhinterziehung zu einer hohen Geldbuße und einem Jahr Haft verurteilt. Der Spieler hatte eingestanden, nach seinem Vereinswechsel seine Steuerlast um 1,5 Millionen Euro verkürzt zu haben. Die Haftstrafe wurde zur Bewährung ausgesetzt.